# Flegeton
Flegeton, także Pyriflegeton (gr. Φλεγέθων Phlegéthōn, łac. Phlegethon, gr. Πυριφλεγέθων Pyriphlegéthōn, łac. Pyriphlegethon, ‘Flegeton Ognisty’, „Strumień Ognisty”) – w mitologii greckiej bóg i uosobienie rzeki Ognia w Podziemiu.
Uchodził za syna tytana Okeanosa. Był personifikacją jednej z pięciu rzek (pozostałe rzeki to: Styks, Lete, Kokytos i Acheron), które przepływały lub opływały krainę umarłych, Hades. Stanowił dopływ Acheronu. Jego imię Pyriflegeton (gr. Πυρ ‘ogień’, φλεγέθω ‘płomienie’) znaczy „ogniste płomienie”.
W Boskiej komedii Dantego, zapożyczony z mitologii Flegeton jest rzeką wrzącej krwi w siódmym kręgu Piekła. Pogrążone w niej dusze morderców i tyranów nie mogą się wynurzać, będąc stale strzeżonymi przez centaury.